# LASEK
LASEK es una técnica quirúrgica que se utiliza en oftalmología para corregir errores de refracción del ojo de forma definitiva, mediante la utilización de láser. Puede tratarse con este procedimiento la miopía, la hipermetropía y el astigmatismo.

## Descripción
El término LASEK proviene del inglés (Laser Assisted Subepithelial Keratomileusis) y significa queratomileusis subepitelial asistida por láser. Se trata de una variación de la técnica LASIK que fue empleada por primera vez en 1999 por Massimo Camellin. Consiste la creación de un colgajo epitelial de la córnea, para lo cual se aplica una solución especial alcohólica, a continuación se utiliza el láser excimer para la ablación del tejido corneal que es necesario eliminar para corregir el defecto de refracción. Seguidamente el colgajo del epitelio corneal se vuelve a situar en su posición original y se coloca una lentilla protectora externa durante unos días.

## Precauciones
No todos los pacientes son buenos candidatos para la cirugía con LASEK. Se recomienda para las personas que tienen una miopía menor de 8 dioptrías, Hipermetropia menor de 4 dioprias y astigmatismo de hasta 6 dioptrías, Cuando se manejan casos combinados es recomendable no combinar astigmatismo con miopías mayores de 5 dioptrías ya que puede generar una opacidad corneal(Haze) los tres primeros meses . Además es preciso que la córnea tenga un grosor superior a las 450 micras en su parte central y tener un estudio topográfico ortogonal, eniantomórfico y simétrico. 
Si la miopía supera las 10 dioptrías o la córnea es demasiado fina el procedimiento quirúrgico recomendado es el implante de lente intraocular (ICL).

## Técnicas para corrección de defectos de refracción
- Queratectomia fotorefractiva o PRK[3]
- Queratomileusis in situ asistido por láser o LASIK.[3]
- Queratomileusis subepitelial asistido por láser o LASEK.[3]
- EPILASIK
- Lentes intraoculares de cámara posterior (ICL).